# PostModern

Das Logo von PostModern

PostModern ist ein privates deutsches Postunternehmen in Dresden.

## Unternehmensgeschichte

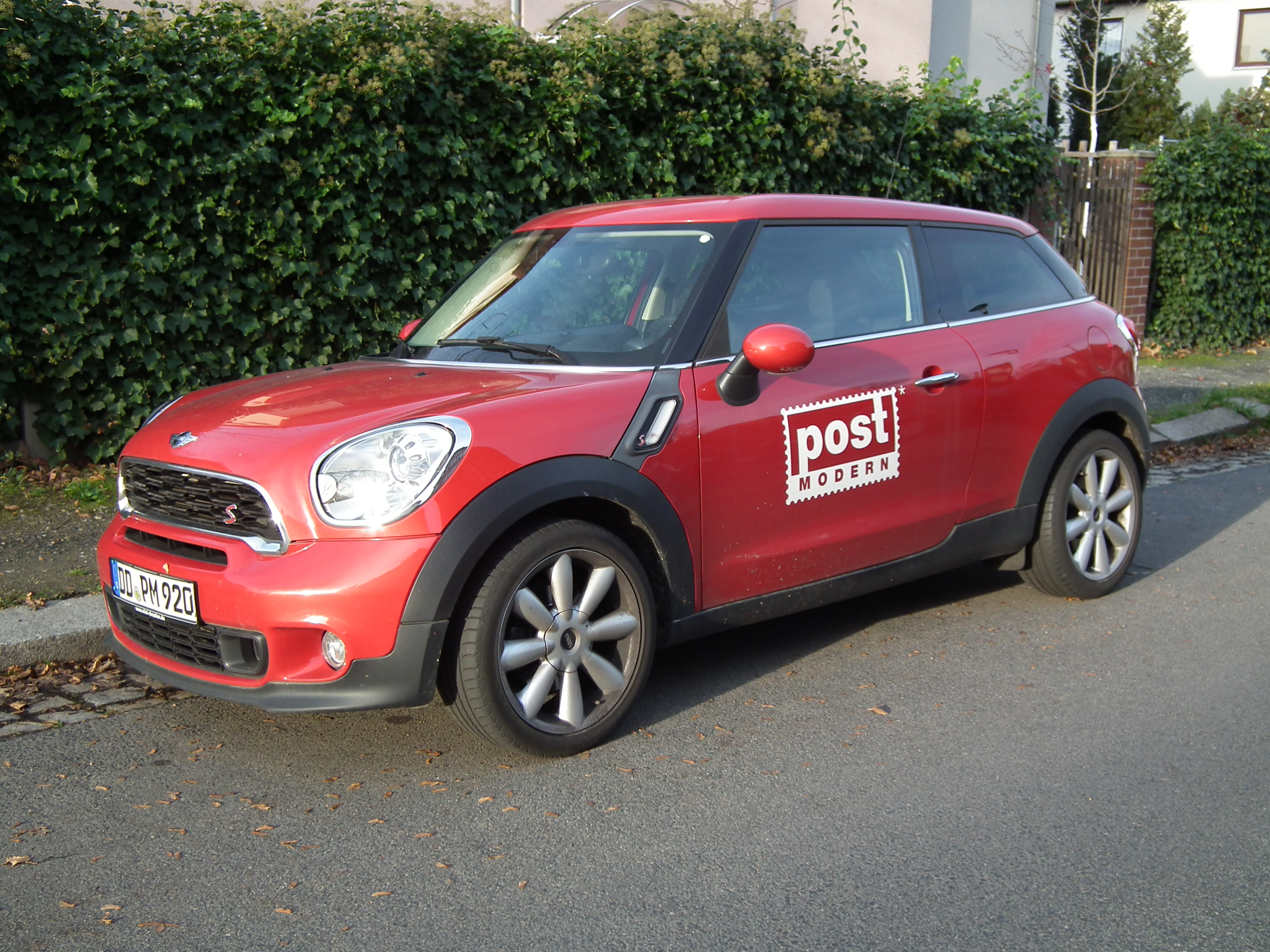
Fahrzeug von PostModern

Seit 1999 tritt der private Briefdienst der Media Logistik GmbH aus Sachsen unter der Marke PostModern auf. PostModern holt die Postsendungen von Geschäftskunden ab, frankiert sie und stellt sie am Folgetag zu. Privatpersonen können diesen Dienstleister über dessen ca. 1.400 rote Briefkästen ebenfalls nutzen. Die Zustellung von Briefen und Paketen ist seit dem 1. Januar 2011 deutschlandweit möglich. Kooperationspartner ist unter anderem die Ostsächsische Sparkasse Dresden, die Briefmarken verkauft und an deren Filialen Briefkästen von PostModern aufgestellt sind. Das Gleiche gilt für viele Tankstellen.
PostModern selbst gibt an, dass die in die roten Briefkästen eingeworfenen Sendungen innerhalb Sachsens am nächsten Werktag nach der Briefkastenleerung zugestellt werden. Bundesweit dauere die Zustellung in der Regel nicht mehr als zwei bis drei Werktage.
Seit 2020 ist ein Känguru das neue Markenzeichen des Unternehmens.

### Media Logistik GmbH
Die Media Logistik GmbH aus Dresden wurde 1990 als Joint Venture der Dresdner Druck- und Verlagshaus und der Fiege Logistik gegründet. Seit 1999 ist das Unternehmen unter dem Namen PostModern als Ortspostanbieter im Großraum Dresden tätig. 2020 wurde der Kurier Service Dresden (KSD) übernommen und als KurierModern in das Unternehmen integriert. Im Jahr 2021 wurde zudem die Marke LagerModern gegründet. LagerModern bietet Lösungen für Lager-, Fulfillment- und Konfektionierungsanforderungen für Kleinst- bis Großunternehmen.
Der Schwerpunkt der Geschäftstätigkeit liegt in den Bereichen Vertriebslogistik für Zeitungen, Post- und Kurierdienste. Im Geschäftsjahr 2021 beschäftigte die Media Logistik GmbH 241 Mitarbeitende, erzielte Umsatzerlöse in Höhe von 62,3 Millionen Euro und einen Jahresüberschuss von 1,97 Millionen Euro.

### Briefmarken
PostModern gehört zu den Postunternehmen in Deutschland, die eigene, vorwiegend selbstklebende Briefmarken herausgeben. PostModern gibt ebenfalls regelmäßig Sonderbriefmarken-Editionen heraus, die regionale Ereignisse in Dresden und Sachsen begleiten. Die Briefmarken werden auch in einem eigenen Webshop vermarktet, dessen Angebotsumfang in den letzten Jahren allerdings reduziert wurde und nur noch etwa ein Dutzend Marken umfasst. Sonderbriefmarken, deren Herausgabe schon geraume Zeit zurückliegt, sind daher im Gegensatz zu früher im Webshop eventuell nicht mehr erhältlich, möglicherweise aber noch in einzelnen Verkaufsstellen.